# Majorianus
Julius Valerius Maiorianus (ca. 420-422 – 7 augustus 461), ook wel bekend als Maiorianus of Majorianus, was keizer van het West-Romeinse Rijk van 28 december 457 tot 2 augustus 461. Bij aanvang van zijn bewind heerste hij aanvankelijk alleen over Italië en tijdens zijn keizerschap slaagde hij erin het Romeinse gezag te herstellen in delen van Gallië en Spanje. Majorianus was de laatste West-Romeinse keizer die de trouw van de legertroepen in meerdere provincies genoot: Italië, Gallië, Dalmatië en Spanje.

## Geschiedenis

### Afkomst en vroege jaren
Majorianus stamde uit een militair geslacht. Zijn vader was stafofficier in het Romeinse leger en zijn grootvader, waarnaar hij was vernoemd, bekleedde een hoge positie onder keizer Theodosius I. Majorianus trad al vroeg in hun voetsporen en bereikte de rang van generaal. In die positie onderscheidde hij zich met overwinningen op de Franken en de Alemannen, o.a. in de Slag bij Atrecht (448). In 454 verliet hij het leger voor een publieke functie, maar werd na de moord op Aëtius, de opperbevelhebber van het leger, terug geroepen door keizer Valentinianus III. Valentinianus III werd vermoord in 455, waarna Petronius Maximus de macht greep. Deze keizer droeg slechts twee maanden het purper en werd opgevolgd door een generaal uit het leger Avitus.

### Opkomst
Keizer Avitus kreeg na een jaar problemen met het leger toen hij de soldij van de soldaten niet kon betalen en er brak een burgeroorlog uit. Deze oorlog werd gewonnen door de generaals Majorianus en Ricimer die Avitus afzetten en lieten vermoorden. Als trouwe soldaten keken ze nu richting Byzantium. Helaas stierf de Oost-Romeinse keizer Marcianus (januari 457) en zijn opvolger Leo I, die geen erfopvolger was, maar een kandidaat van de magister militum van het O.R. Aspar, had andere ideeën, namelijk alleenheerser te worden over het Romeinse Rijk. Hij stelde Ricimer aan als patricius et magister militum en Majorianus als magister militum, met als opdracht het West-Romeinse Rijk weer op orde te stellen.

### Keizerschap en dood

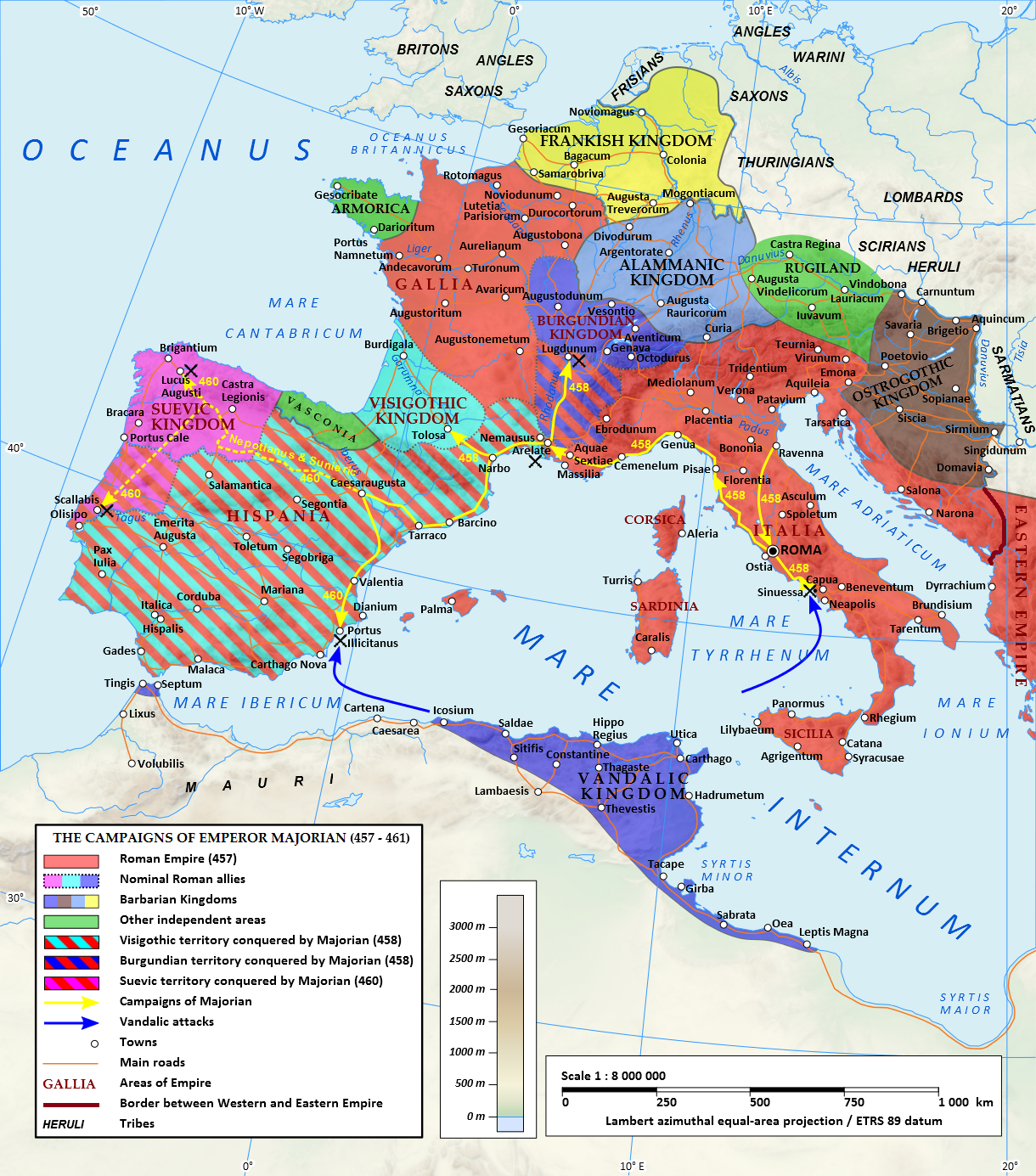
Tijdens zijn vierjarig bewind herstelde Majorianus het Romeins gezag in het grootste deel van Spanje en Zuid-Gallië.

Na zijn overwinning op de Alemannen in 457 bij het Lago Maggiore werd Marjorianus door zijn troepen tot keizer uitgeroepen. Hij wilde de macht in het West-Romeinse rijk herstellen en begon voortvarend aan zijn taak. Hij herstelde de Romeinse macht in Spanje en Gallië, maar het ging mis toen hij zich met Noord-Afrika bezig hield. Zijn poging om de Vandalen te pacificeren mislukte. De grote vloot die hij had verzameld bij Cartagena, om de Vandalen te verslaan, werd door een sluw maneuver van Vandalenkoning Geiserik bijna geheel vernietigd. Majorianus, totaal ontredderd, keerde terug naar Italië, waarna Ricimer hem gevangen liet zetten en op 7 augustus 461 vermoorden.
Bij het volk was Marjorianus echter vrij populair, vanwege een aantal wetten die o.a. misbruik door hoge ambtenaren tegengingen.